# Navamorcuende
Navamorcuende ist ein Ort und eine Gemeinde (Municipio) im Nordosten der Provinz Toledo in Spanien mit 599 Einwohnern (Stand: 2024). 

## Lage
Navamorcuende liegt etwa 90 Kilometer westnordwestlich von Toledo in einer Höhe von ca. 770 m. 
In Navamorcuende herrscht ein kontinentales Klima mit extremen Temperaturen und starken Amplituden. Die Niederschläge (551 mm/Jahr) sind sehr unregelmäßig und selten, meist im Herbst und Frühling konzentriert.

## Bevölkerungsentwicklung
| Jahr      | 1970 | 1981 | 1991 | 2001 | 2011 | 2021 |
| Einwohner | 1205 | 845  | 771  | 735  | 680  | 611  |

## Sehenswertes
- Marienkirche (Iglesia de Nuestra Señora de la Nava)
- Christuskapelle

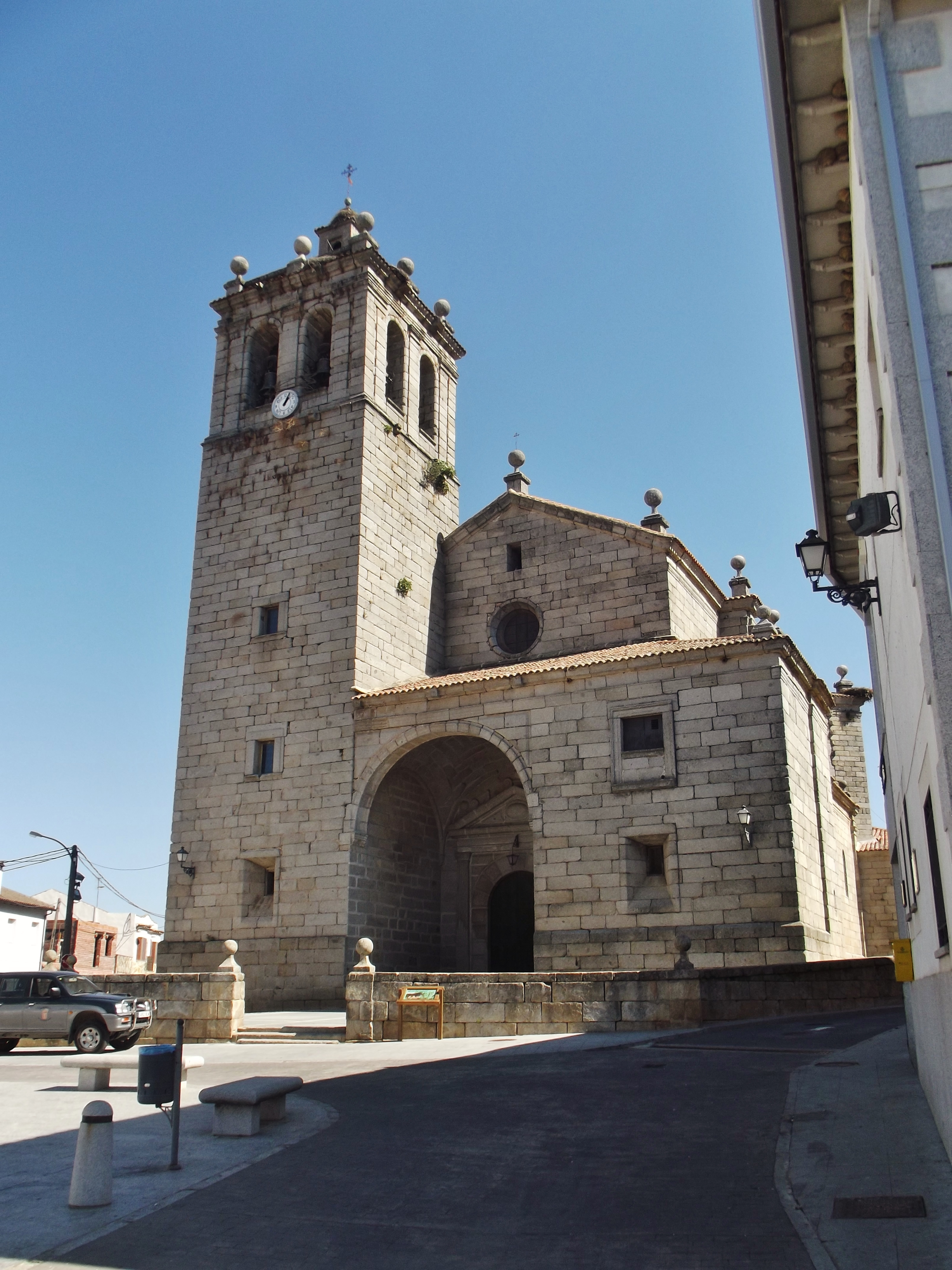
Marienkirche
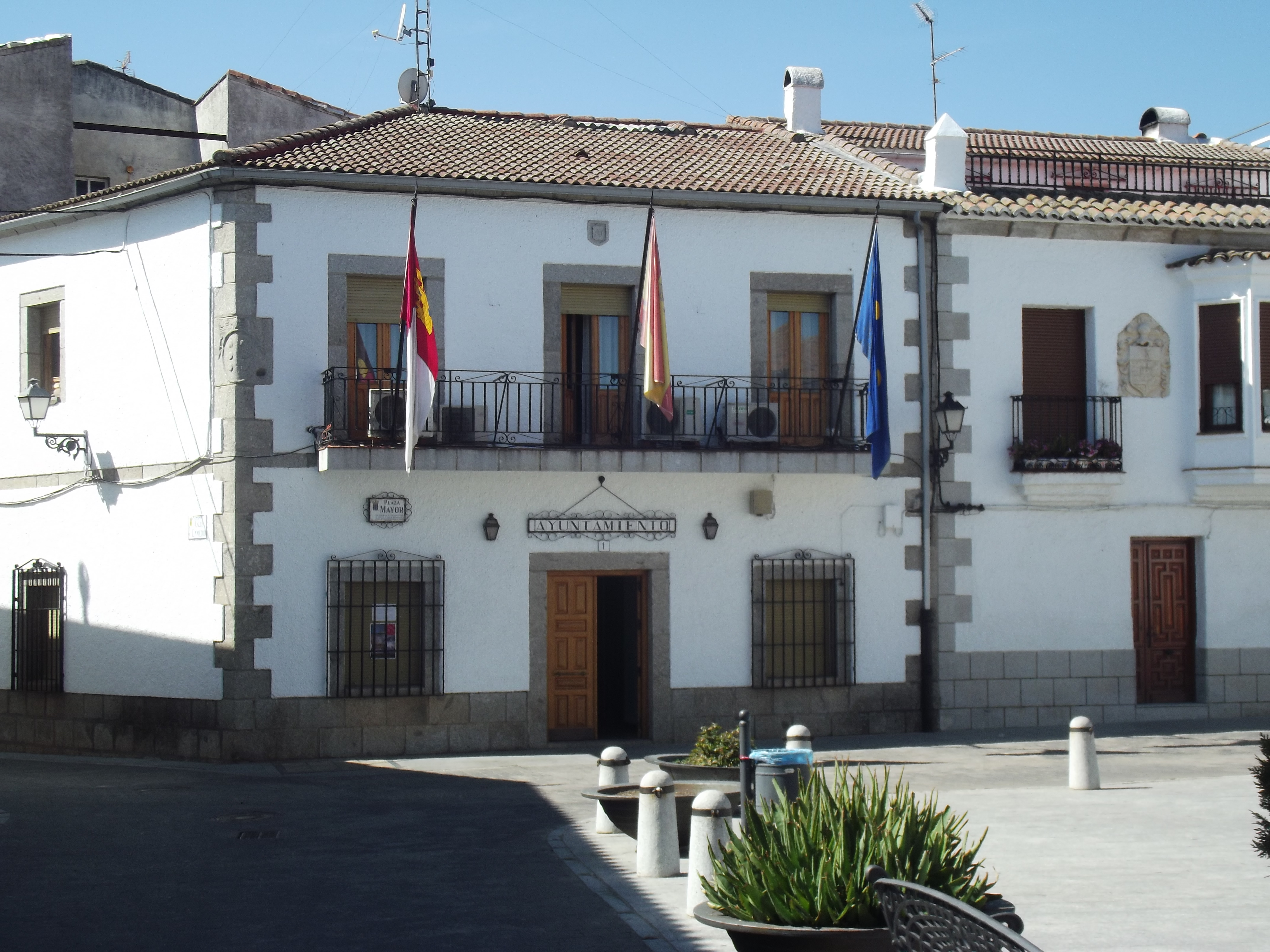
Rathaus